# Línea 4 (EMTUSA Gijón)
La línea 4 es un servicio de autobuses urbanos ofrecido por la empresa EMTUSA, en Gijón, Asturias. Su color distintivo es el verde oscuro.

## Historia
En 1987 la línea M-4, formada por microbuses, es renovada incorporando autobuses estándar y expandiéndose hasta Viesques. En 2005 su cabecera final cambia desde el Hospital de Cabueñes hasta el Campus Universitario. En 2009 su cabecera inicial se modifica desde La Calzada hasta El Lauredal para dar servicio a promociones urbanísticas recientes en Jove.

## Pasajeros
La línea 4 transportó en 2019 a 1.323.280 pasajeros siendo la quinta línea más usada por detrás de las líneas 1, 12, 15 y 10.

## Recorrido
La línea 4 circula desde el noroeste de la ciudad hasta el sureste de la misma, destaca su proximidad al casco viejo de la ciudad (Cimadevilla). Su cabecera suele ser el Campus de Gijón, sin embargo, en días no lectivos retrocede hasta Viesques. Cuenta con 24 paradas (con cabecera en Viesques).
Desde Jove hasta el Campus, este es su recorrido:
| Línea 4 El Lauredal - Campus Universitario | Línea 4 El Lauredal - Campus Universitario | Línea 4 El Lauredal - Campus Universitario                      |
| Barrio                                     | Calle                                      | Características                                                 |
| ------------------------------------------ | ------------------------------------------ | --------------------------------------------------------------- |
| Jove                                       | Camino el Cerilleru                        | Comienzo de la línea                                            |
| Jove                                       | Avenida del Lauredal                       |                                                                 |
| Jove                                       | Betty Friedan                              |                                                                 |
| La Calzada                                 | Manuel Rodríguez Álvarez                   |                                                                 |
| La Calzada                                 | Brasil                                     | Cuenta con carril bus                                           |
| La Calzada                                 | Avenida del Príncipe de Asturias           |                                                                 |
| Natahoyo                                   | Avenida de Galicia                         |                                                                 |
| Natahoyo                                   | Dos de Mayo                                |                                                                 |
| Natahoyo                                   | Avenida de José Manuel Palacio             |                                                                 |
| El Centro                                  | Marqués de San Esteban                     |                                                                 |
| El Centro                                  | Trinidad                                   |                                                                 |
| El Centro                                  | Instituto                                  |                                                                 |
| El Centro                                  | Jovellanos                                 |                                                                 |
| El Centro                                  | Capua                                      |                                                                 |
| El Centro                                  | Marqués de San Esteban                     |                                                                 |
| El Centro                                  | Menéndez Valdés                            |                                                                 |
| El Coto                                    | Avenida de Pablo Iglesias                  | Carril bus                                                      |
| El Coto                                    | Anselmo Solar                              | Cuando la cabecera es en Viesques acaba en Corín Tellado        |
| Bernueces                                  | Carretera de Castiello                     |                                                                 |
| Bernueces                                  | Luís Ortiz Berrocal                        |                                                                 |
| Somió                                      | Blasco Garay                               |                                                                 |
| Somió                                      | Pedro Lucuze y Ponce                       | Final de la línea en el aulario oeste de la Escuela Politécnica |

## Flota
La línea está operada por 6 autobuses 100% eléctricos de la marca SOLARIS adquiridos a principios de 2025.